# Accident d'un CH-53 de l'armée de l'air israélienne en 1977
L'accident d'un CH-53 de l'armée de l'air israélienne est survenu le 10 mai 1977 lors d'un exercice dans la vallée du Jourdain, tuant les 54 personnes à bord (y compris les 10 membres d'équipage de conduite). 
Les victimes sont 54 soldats de Tsahal : 44 soldats et officiers du 890e bataillon de la 35e brigade parachutiste et 10 membres d’équipage de l'hélicoptère et d’autres membres d’équipage qui ont participé au vol dans le cadre du cours d’entraînement opérationnel pour les pilotes d’hélicoptères.